# Epizoanthus ramosus
Epizoanthus ramosus is een Zoanthideasoort uit de familie van de Epizoanthidae. De wetenschappelijke naam van de soort is voor het eerst geldig gepubliceerd in 1936 door Carlgren.